# Parque Nacional De Groote Peel
O Parque Nacional De Groote Peel (em neerlandês: Nationaal Park De Groote Peel) é um parque nacional no Peel, uma região no sudeste dos Países Baixos, na divisa das províncias de Limburgo e Brabante do Norte. Tem um tamanho de 15 km² e preserva uma área de turfa, que permaneceu parcialmente intocada da prática extrativista, que costumava ser extensiva na região.
É uma das áreas mais ricas em espécies de aves da Europa ocidental, com residentes  como o mergulhão-de-pescoço-preto e por vezes recebe a migração do grou-comum nos meses de outubro e novembro. O terreno é variado com pântanos inacessíveis de turfa, lagos, charnecas e montes de areia. O pântano atual e alguns dos lagos surgiram em consequência da extração da turfa.